# Barbera Sarda
Barbera Sarda ist eine Rebsorte, die in der italienischen Region Sardinien kultiviert wird. Die erste vollständige Beschreibung erfolgte durch das Weinbauinstitut in Conegliano. Sie wird im Allgemeinen nicht reinsortig ausgebaut, sondern als Verschnittpartner verwendet. Den säurehaltigen Weinen fehlt es in der Regel an strukturierenden Tanninen. Ihr Anbau ist in der Provinz Nuoro empfohlen und in den Provinzen Cagliari, Oristano und Sassari erlaubt. Zu Anfang der 1990er Jahre lag die bestockte Rebfläche bei 525 Hektar.
Obwohl eine Verwandtschaft bisher nicht erwiesen ist, gilt eine engere Beziehung zur Sorte Barbera als wahrscheinlich.
Synonyme: keine bekannt.

## Ampelographische Sortenmerkmale
In der Ampelographie wird der Habitus folgendermaßen beschrieben:
- Die Triebspitze ist offen. Sie ist weißwollig behaart,  mit einem leichten karminroten Anflug. Die hellgrünen Jungblätter sind ebenfalls weißwollig behaart.
- Die mittelgroßen, fünfeckigen und tiefgrünen Blätter sind fünflappig und tief gebuchtet. Die Stielbucht ist V-förmig offen. Das Blatt ist spitz gesägt. Die Zähne sind vergleichsweise kurz.
- Die konusförmige Traube ist mittelgroß und recht dichtbeerig. Der Stiel der Traube ist sehr kurz und stark holzig. Die rundlichen Beeren sind klein und von blau-schwarzer Farbe.

Die Rebsorte reift ca. 35 Tage nach dem Gutedel und gilt somit als sehr spät reifend.